# Sångstare
Sångstare (Aplonis cantoroides) är en fågel i familjen starar inom ordningen tättingar.

## Utbredning och systematik
Sångstaren förekommer i från Aruöarna och Nya Guinea till Bismarckarkipelagen och Salomonöarna. Den behandlas som monotypisk, det vill säga att den inte delas in i några underarter.

## Status
IUCN kategoriserar arten som livskraftig.